# Вилькина, Светлана Борисовна
Светлана Борисовна Вилькина (род. 1960) — заслуженный мастер спорта Республики Беларусь, технический директор и старший тренер в разделе ката Белорусской федерации шотокан каратэ-до.
Единственная обладательница в Восточной Европе пятого дана Всемирной федерации Сётокан каратэ-до.

## Биография
Родилась 1 апреля 1960 года в Витебске.
1981 год — окончила педагогический факультет Белорусского государственного института физической культуры.
1976 год — мастер спорта СССР по акробатике, чемпионка, обладатель кубка БССР в парно-групповых упражнениях.
1993 год — мастер спорта Республики Беларусь.
1995 год — мастер спорта Республики Беларусь международного класса.
1999 год — присвоение почётного звания «Заслуженный мастер спорта Республики Беларусь» (Указ Президента Республики Беларусь № 123 от 3 марта).
Выступает за минский клуб «Ирбис-БНТУ».
Работала старшим преподавателем кафедры физической культуры и спорта Белорусского национального технического университета.

## Семья
Муж — Вилькин, Андрей Яковлевич (советский и белорусский каратист и тренер по каратэ, стиль Сётокан, VII дан (WUKF, 2009).
Дочь Ольга и сын Алексей — также спортсмены и чемпионы по каратэ.